# Festuca heterophylla
Festuca heterophylla là một loài thực vật có hoa trong họ Hòa thảo. Loài này được Lam. mô tả khoa học đầu tiên năm 1778.

## Hình ảnh

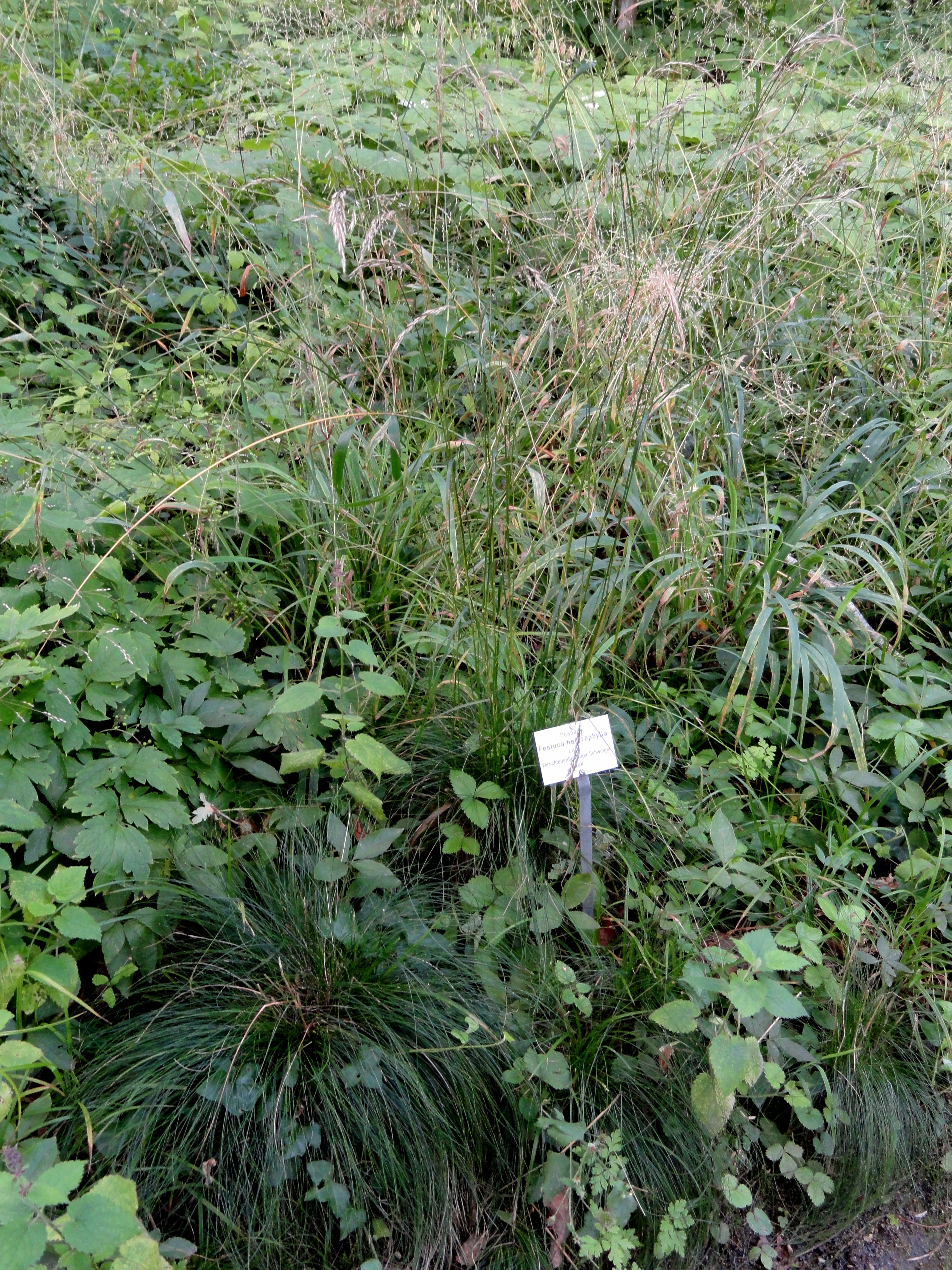
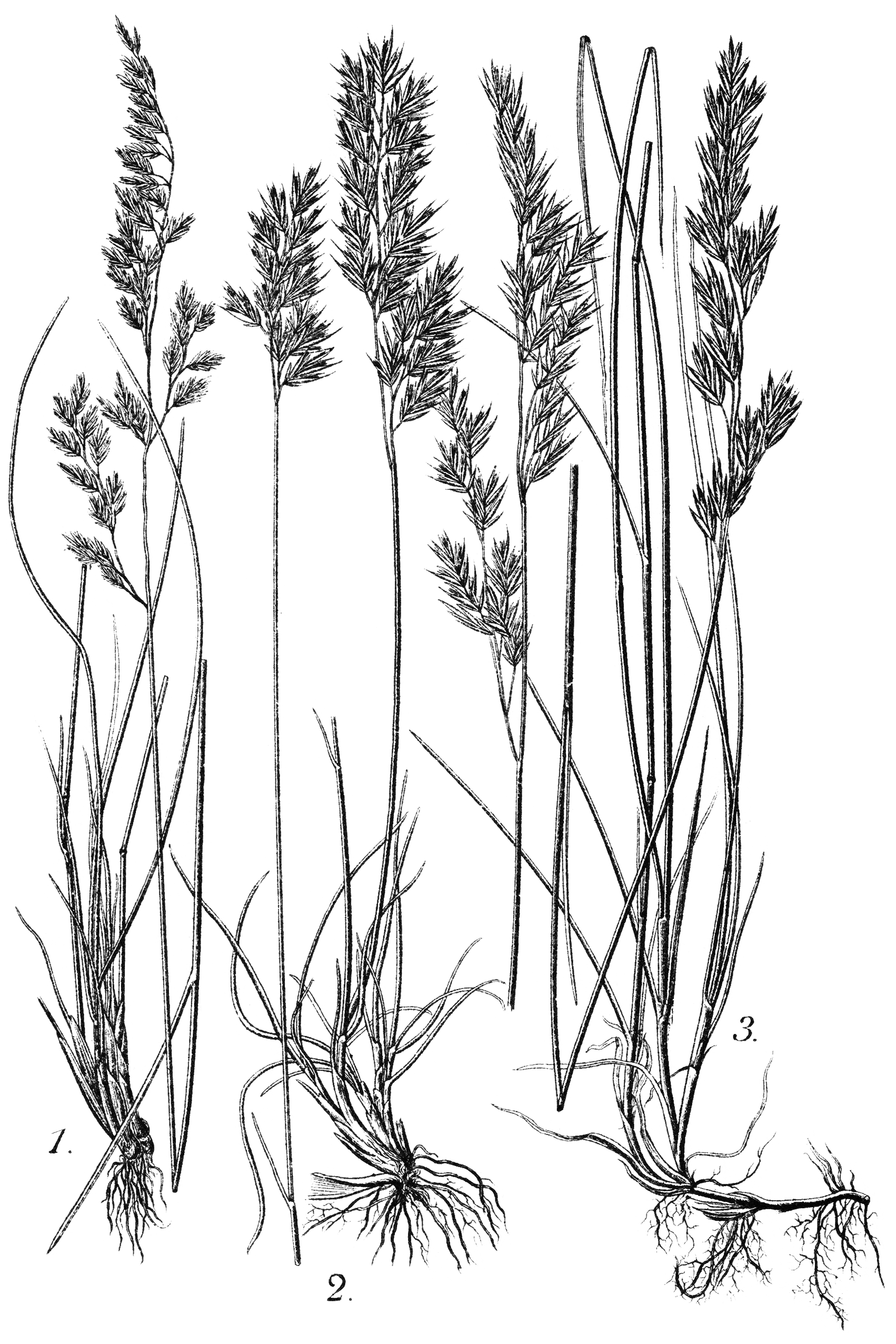
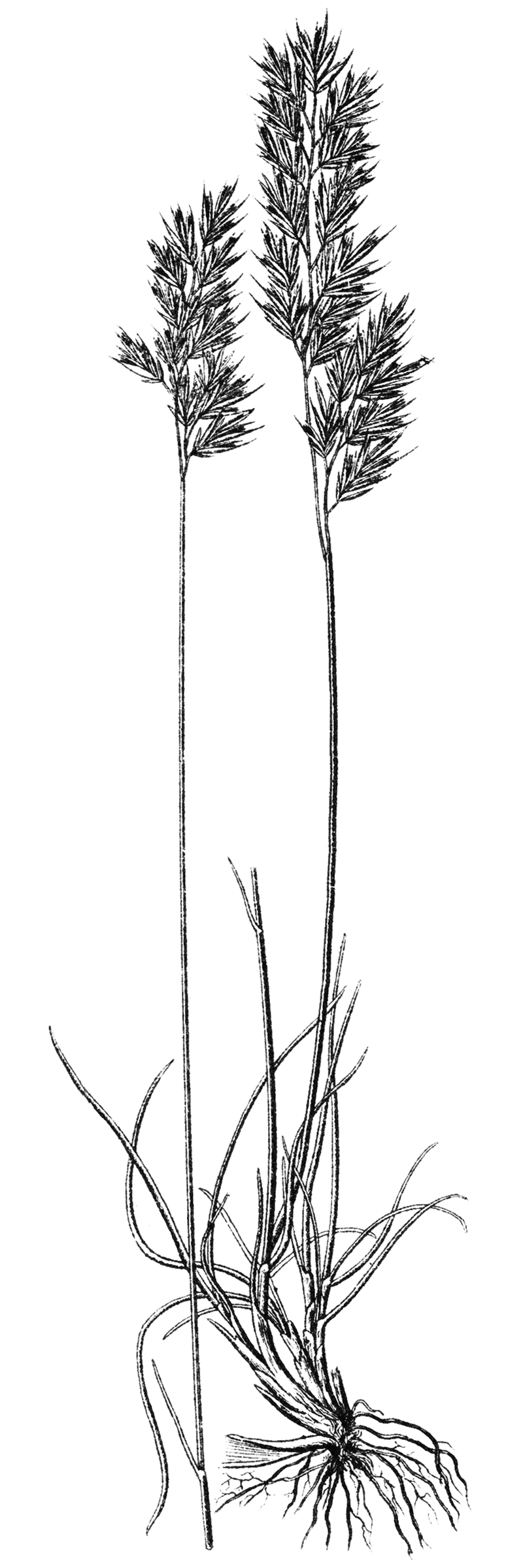